# Leucochrysa (Nodita) palliceps
Leucochrysa (Nodita) palliceps is een insect uit de familie van de gaasvliegen (Chrysopidae), die tot de orde netvleugeligen (Neuroptera) behoort. 
Leucochrysa (Nodita) palliceps is voor het eerst wetenschappelijk beschreven door McLachlan in 1867.